# Pierre-Albert Bouchet
Pierre Albert Bouchet est un homme politique français né le 15 juillet 1765 à Lyon (Rhône) et mort le 14 juin 1839 à Lyon.

## Biographie
Juge au tribunal civil de Trévoux, il est maire de Fareins et député de l'Ain de 1827 à 1829.

## Sources
« Pierre-Albert Bouchet », dans Adolphe Robert et Gaston Cougny, Dictionnaire des parlementaires français, Edgar Bourloton, 1889-1891 [détail de l’édition]